# Aspidostoma livida
Aspidostoma livida är en mossdjursart som beskrevs av Hayward och Cook 1983. Aspidostoma livida ingår i släktet Aspidostoma och familjen Aspidostomatidae. Inga underarter finns listade i Catalogue of Life.